# یوبولوس

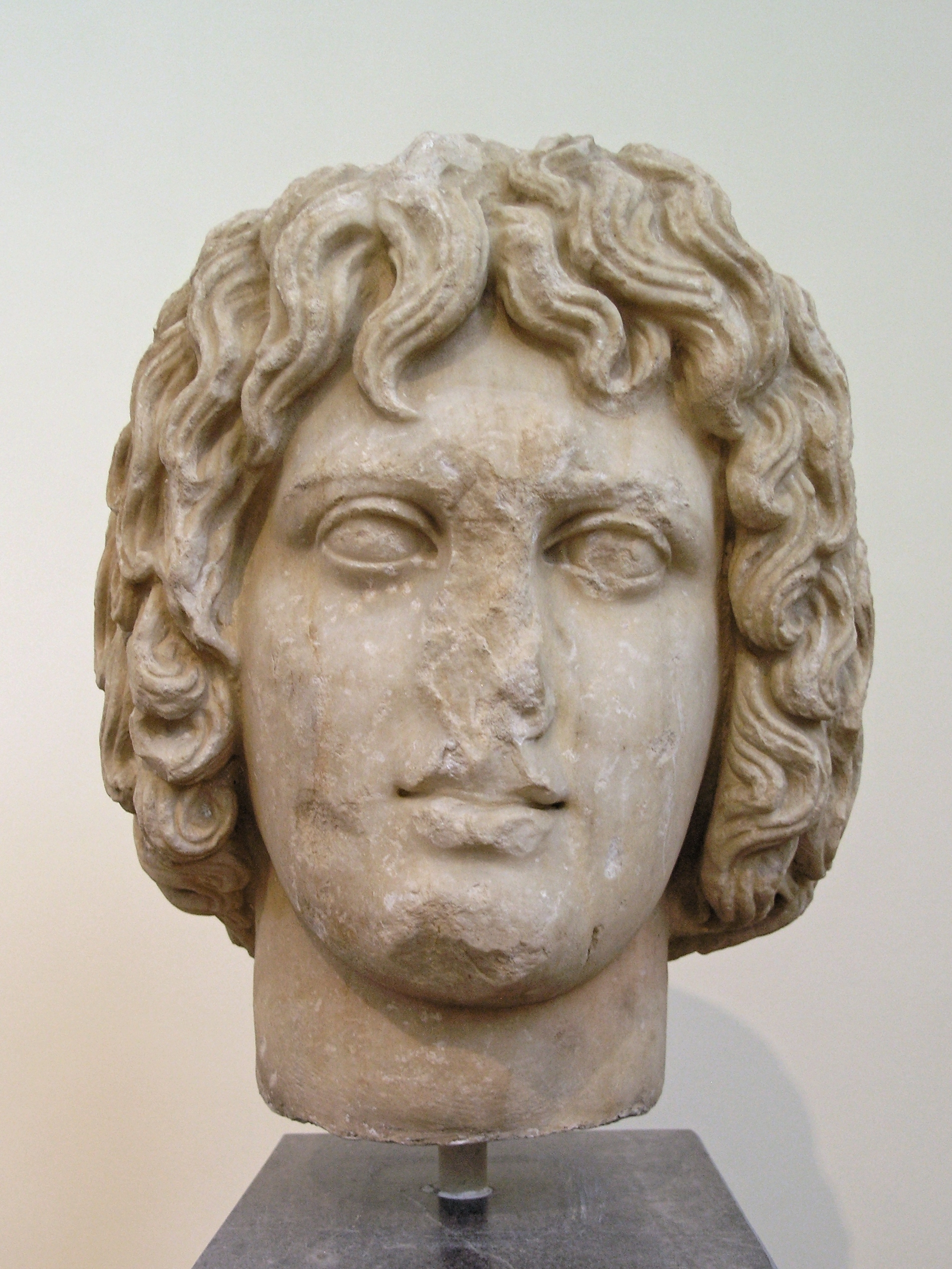
این سر مرمری که گاهی تصور می‌شود کار پراکسیتلس است، احتمالاً یوبولوس را به تصویر می‌کشد

یوبولوس یا اوبولئوس (انگلیسی: Eubuleus) (به یونانی باستان: Εὐβουλεύς یا Εὐβουλεύς) در دین یونان باستان و اساطیر یونانی به معنای «مشاور خوب» یا «عاقل در نصیحت»، خدایی است که عمدتاً از کتیبه‌های سنگ‌نبشته‌های مذهبی مرتبط با آیین‌های رازآمیز شناخته می‌شود.
نام او چندین بار در متون معروف به الواح طلایی اورفیک (Orphic Gold Tablets) آمده است و به شکل‌های مختلفی از جمله اوبولوس (Euboulos) و اوبولئوس (Eubouleos) نوشته شده است.
ممکن است نام اوبولئوس یکی از القاب خدای اصلی آیین اورفیک، به نام دیونیسوس یا زاگرئوس باشد، یا مربوط به زئوس در ارتباط با مراسم الوزیس (Eleusinian Mysteries) باشد. پژوهشگران قرن بیستم و اوایل قرن بیست و یکم بر این باورند که اوبولئوس را می‌توان به عنوان یک «خدای اصلی» در مراسم رمزآلود مورد مطالعه قرار داد، زیرا نقش برجسته‌ای در سندها و نوشته‌های آن دوره دارد.
او در تصاویر هنری اغلب به عنوان یک حامل مشعل تصویر شده است، که نشان می‌دهد نقش او هدایت کردن دوبارهٔ جان‌ها از دنیای زیرین به سوی زندگی دوباره بوده است.

## نسب‌شناسی و هویت
متون ادبی تنها شواهد محدودی از اسطوره‌شناسی مربوط به اوبولئوس ارائه می‌دهند. نامی از او در سرودهای هومری به میان نیامده است. تفاوت‌های موجود در شجره نامه‌ها و همراهی نام او با خدایان دیگر، این احتمال را مطرح می‌کند که شاید تمام منابعی که از شکلی از نام «اوبولئوس» استفاده کرده‌اند، در واقع به یک شخصیت واحد اشاره می‌کنند.
دیودور سیسیلی می‌گوید که اوبولئوس پسر دِمِتر و پدر کارمه (Karme)، بوده است؛ بنابراین پدرعمو یا پدربزرگ بریتومارتیس (Britomartis) محسوب می‌شود. یکی از الواح طلایی اورفیک، او را پسر زئوس معرفی می‌کند و یکی از متون اورفیک نیز چنین از او یاد می‌کند.
هسیخیوس (فرهنگ‌نویس) اوبولئوس را با پلوتون (Plouton) یعنی همان خدای دنیای زیرین یونانی، یعنی هادِس، یکی می‌داند؛ همچنین در سرودهای اورفیک، به پلوتون لقب «اوبولوس» داده شده است، اما در سایر منابع و زمینه‌ها این دو شخصیت از یکدیگر متمایز شناخته می‌شوند.